# This Ain’t Star Trek XXX
This Ain’t Star Trek XXX ist eine Porno-Parodie des Regisseurs Axel Braun auf die Star-Trek-Filme, insbesondere Star Trek II: Der Zorn des Khan.

## Handlung
Das Raumschiff Enterprise findet die SS Botany Bay, die Menschen aus dem 21. Jahrhundert mit sich führt. Spock ist von Ruth fasziniert, die kurz nach ihrer Geburt in Venus-Flüssigkeit getaucht wurde. Enterprise-Historikerin Lt. Marla McGivers fühlt sich von Khan hingerissen, der sie dazu nutzen will, die Enterprise zu übernehmen. Eine Vulkanierin namens Chandra, die zufällig an Pon Farr leidet, beamt sich an Bord, um Captain Kirk vor Khan zu warnen. Khan sprüht das PSI2000-Virus in das Belüftungssystem des Schiffs. Dr. McCoy kommt zu dem Schluss, dass das einzige Gegenmittel ein Orgasmus ist.

## Veröffentlichung
Der Film wurde vom 31. März bis  6. April 2009 gedreht und am 12. Mai 2009 auf DVD veröffentlicht.

## Auszeichnungen
- Nominiert in der Kategorie Best Parody bei den AVN Awards 2010
- 2010: XBIZ Award – Best Acting Performance of the Year (Male) Evan Stone (in Star Trek XXX)

## Fortsetzungen
Aufgrund des großen Erfolgs des Films drehte der Regisseur zwei weitere Teile:
- This Ain't Star Trek XXX 2: The Butterfly Effect (2010), u. a. neben Evan Stone (wieder als Captain Kirk) und Jada Fire (wieder als Uhura) diesmal mit Kimberly Kane (als The Butterfly Queen), Alexis Texas (als Marilyn Monroe), Kagney Linn Karter (als Alien Girl #1) und Madison Scott (als Alien Girl #2). Dieser Teil wurde im Jahr 2011 für die AVN Awards in der Kategorie "Best Parody – Drama" nominiert.
- This Ain't Star Trek 3 XXX: This Is a Parody (2013), u. a. neben Evan Stone (wieder als Captain Kirk) mit Penny Pax (als Nurse Chapel), Ana Foxxx (als Uhura).